# Смугільов Олег Анатолійович
Олег Анатолійович Смугільов (нар. 1960, Одеса) — український радянський волейболіст і український волейбольний тренер, гравець збірної СРСР (1982—1985). Чемпіон світу 1982 , чемпіон Європи 1985. Нападник. Майстер спорту СРСР міжнародного класу .

## Біографія
Волейболом почав займатися в ДЮСШ-2 міста Одеси. Перший тренер — Валентин Гольдубер. Виступав за команди: до 1982 — ЧГС / «Політехнік» (Одеса), 1982—1988 — «Автомобіліст» (Ленінград). Триразовий бронзовий призер чемпіонатів СРСР (1985, 1987, 1988). Володар Кубка СРСР 1983. Переможець розіграшу Кубка володарів кубків ЄКВ 1983 і Кубка Європейської конфедерації волейболу (1988). З 1988 року грав у клубах Угорщини («Чепель», «Вашаш»).
У складі молодіжної збірної СРСР в 1979 став чемпіоном Європи. Переможець Всесвітньої Універсіади 1985 року в складі студентської збірної СРСР.
У збірної СРСР в офіційних змаганнях виступав у 1982—1985 роках. В її складі: чемпіон світу 1982, срібний призер розіграшу Кубка світу 1985, чемпіон Європи 1985, переможець волейбольного турніру «Дружба-84».
Після закінчення ігрової кар'єри перейшов на тренерську роботу. З 2000 — тренер, а з 2001 — головний тренер команди «Феміда» / МВК «Одеса».